# Uroplectes triangulifer
Espèce
Synonymes
- Tityus triangulifer Thorell, 1876
- Tityus triangulifer tristis Thorell, 1876
- Uroplectes marshalli Pocock, 1896
- Uroplectes triangulifer flavidus Hewitt, 1913

Uroplectes triangulifer est une espèce de scorpions de la famille des Buthidae.

## Distribution
Cette espèce se rencontre en Afrique du Sud, au Lesotho  et en Eswatini.
Sa présence au Zimbabwe est incertaine.

## Description

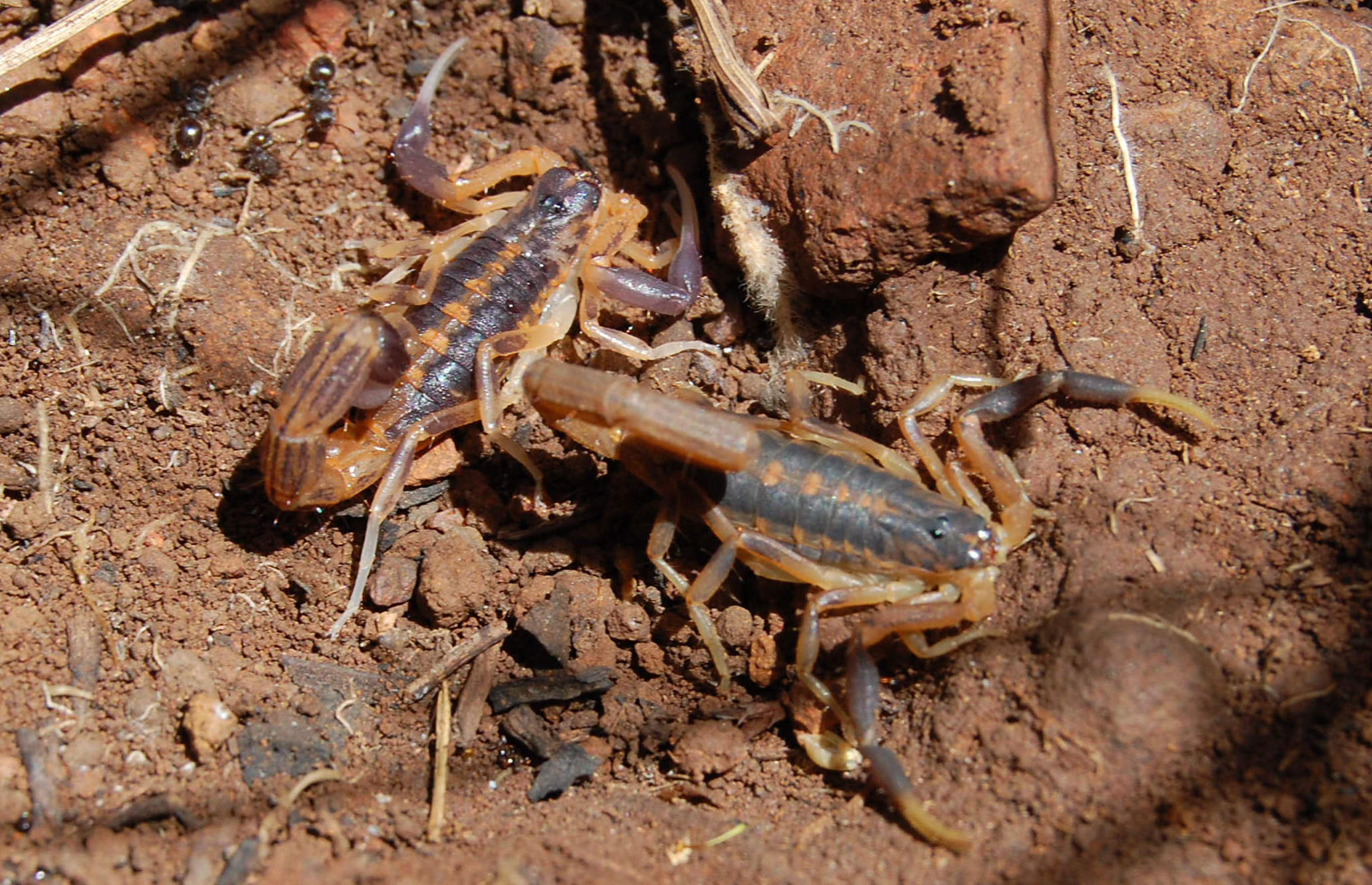
Uroplectes triangulifer

Le mâle syntype mesure 47 mm et la femelle syntype 42 mm.

## Systématique et taxinomie
Cette espèce a été décrite sous le protonyme Tityus triangulifer par Thorell en 1876. Elle est placée dans le genre Uroplectes par Laurie en 1896.

## Publication originale
- Thorell, 1876 : « Études Scorpiologiques. » Atti della Societa Italiana di Scienze Naturali, vol. 19, p. 75–272 (texte intégral).